# Hooked on a Feeling
Hooked on a Feeling är en sång, skriven och komponerad av Mark James, som blev en stor hit år 1974 då den spelats in av Björn Skifs & Blåblus (Blue Swede), vilka toppade den amerikanska singellistan med den samma år. Låten spelades först in av B. J. Thomas år 1968, och tog sig då året därpå in på Billboardlistans femteplats. Jonathan King gjorde 1971 en specialversion av låten - det var han som lade till ooga-chakka. 
Låten har under senare år spelats in av ett flertal artister, bland andra Vonda Shepard, David Hasselhoff och Tom Jones. Somliga har tagit B.J. Thomas version som utgångspunkt, men de flesta verkar ha föredragit Jonathan Kings version.
Låten är bland annat med i filmen De hänsynslösa (Reservoir Dogs) av Quentin Tarantino.
Den är också med i ett avsnitt 3rd Rock From The Sun - Season 4, Episode 15: The House That Dick Built, och Cougar Town - Season 5, Episode 2: Like a Diamond samt Ally Mcbeal - Episode 12, Season 1. 
Låten i Björn Skifs och Blåblus version toppade Boardlistan som första svenska artist på plats nr 1 den 6 april 1974. Den versionen är även soundtrack till Marvels film "Guardians of the Galaxy" från 2014 och var en trailer låt till "Guardians of the Galaxy vol.2" från 2017.